# BiNet USA
BiNet USA est une association américaine de défense des droits des bisexuels et des pansexuels créée en 1990. C'est une association à but non lucratif qui relève de l'article 501c (alinéa 3) du code fédéral des impôts américain. BiNet USA est la plus ancienne organisation bisexuelle des États-Unis ayant une envergure nationale.

## Statuts
BiNet USA est une association à but non lucratif qui relève de l'article 501c (alinéa 3) du code fédéral des impôts américain. Elle a son siège à Arlington, en Virginie.
BiNet USA définit ainsi ses objectifs sur son site Internet : « En tant qu'organisation-phare et moyen d'expression pour les personnes bisexuelles, BiNet USA cherche à faciliter le développement d'un réseau cohérent de communautés bisexuelles, à promouvoir la visibilité des bisexuels, et à rassembler et à distribuer des ressources éducatives à propos de la bisexualité. Pour accomplir ces objectifs, BiNet USA va mettre à disposition un réseau national pour les organisations et les individus bisexuels aux États-Unis, et encourager la participation de l'organisation d'événements à l'échelle locale et nationale. »

## Historique
En 1987, un groupe de militants bisexuels prend part à la National March on Washington for Lesbian and Gay Rights, et, à l'issue de cette manifestation, crée le North American Bisexual Network (NABN). Parmi les fondateurs se trouve notamment la militante féministe bisexuelle Lani Ka'ahumanu et Loraine Hutchins. En 1990, le NABN organise une conférence nationale à New York. En 1991, le NABN change de nom et devient le BiNet USA.
En 1993, BiNet USA coorganise, avec le Bisexual Resource Center et l'Alliance of Multicultural Bisexuals (basée à Washington D. C.), la Seconde conférence nationale célébrant la bisexualité à Washington D. C. Elle rassemble plus de 600 participants venus des États-Unis et d'Europe.
En 1999, Wendy Curry, alors président de BiNet USA, fait partie des créateurs de la Journée de la Bisexualité destinée à lutter contre l'occultation de la bisexualité dont les bisexuels se sentent victimes.

## Politique et types d'actions
L'association organise ou coorganise fréquemment des conférences sur la bisexualité et la défense des droits des bisexuels, et prend part à des actions militantes aux côtés d'autres organisations LGBT. BiNet USA est très présente sur Internet, par l'intermédiaire de son site et de son blog, mais aussi de sa participation à de nombreux réseaux sociaux bisexuels.